# Liste de jeux vidéo de rallye
De nombreux jeux vidéo de simulation de course automobile se basent ou reprennent des épreuves de rallye automobile. En voici la liste :

## Liste
| Date de sortie    | Titre                                            | Développeur                        | Éditeur                            | Saison                                | Plate-forme                                | Commentaires |
| ----------------- | ------------------------------------------------ | ---------------------------------- | ---------------------------------- | ------------------------------------- | ------------------------------------------ | --- |
| 1973              | Rally                                            | For-Play Manufacturing             |                                    | Championnat du monde des rallyes 1973 | ARC                                        | Premier jeux vidéo de rallye de l'histoire, coïncide avec le premier championnat du monde des rallyes (1973).                                                                                               |
| 1975              | Alley Rally                                      | Exidy                              |                                    | Championnat du monde des rallyes 1975 | ARC                                        | |
| 1979              | Safari Rally                                     | SNK                                |                                    | Championnat du monde des rallyes 1979 | ARC                                        | |
| 1980              | Rally-X                                          | Namco                              | Midway                             | Championnat du monde des rallyes 1980 | ARC                                        | |
| février 1981      | New Rally-X                                      | Namco                              | Midway                             | Championnat du monde des rallyes 1981 | ARC                                        | |
| 1983              | John Anderson's Rally Speedway                   | Adventure International            | Adventure International            | Championnat du monde des rallyes 1983 | C64 • A8b                                  | |
| 1984              | Autorally-m                                      |                                    |                                    | Championnat du monde des rallyes 1984 | ARC                                        | |
| 1985              | Hyper Rally                                      | Konami Industry Co. Ltd.           | Konami Industry Co. Ltd.           | Championnat du monde des rallyes 1985 | MSX                                        | |
| 1985              | Parigi Dakar                                     |                                    | Systems Editoriale s.r.l.          | Championnat du monde des rallyes 1985 | C64                                        | |
| 1985              | Crazy Rally                                      | Tecfri                             |                                    | Championnat du monde des rallyes 1985 | ARC                                        | |
| 1986              | Rally 3000                                       |                                    |                                    | Championnat du monde des rallyes 1986 | CPC                                        | |
| 1988              | Lombard RAC Rally                                | Red Rat Software                   | Mandarin Software                  | Championnat du monde des rallyes 1988 | AGA • AST • DOS                            | Premier jeu vidéo en perspective de rallye |
| 1988              | Paris-Dakar                                      | Made in Spain                      | Zigurat                            | Championnat du monde des rallyes 1988 | AGA • CPC • DOS • MSX • ZX                 | |
| 1989              | Rally Cross Challenge                            | Ultra Graphix                      | Anco                               | Championnat du monde des rallyes 1989 | AGA • AST • DOS • ZX • C64 • CPC           | |
| 1989              | African Raiders-01                               | Coktel Vision                      | Tomahawk                           | Championnat du monde des rallyes 1989 | AGA • AST • DOS                            | |
| 1989              | Big Run - The Supreme 4WD Challenge - 11e Rallye | Jaleco                             | Jaleco                             | Championnat du monde des rallyes 1989 | ARC                                        | |
| 1990              | Paris Dakar 1990                                 | Coktel Vision                      | Tomahawk                           | Championnat du monde des rallyes 1990 | AGA • AST • DOS                            | |
| 1991              | 1000 Miglia                                      |                                    |                                    | Championnat du monde des rallyes 1991 | AGA • C64 • DOS                            | |
| 1991              | Rad rally                                        | Sega                               | Sega                               | Championnat du monde des rallyes 1991 | ARC                                        | |
| 1991              | Big Run - The Supreme 4WD Challenge - 13e Rallye | Jaleco                             | Jaleco                             | Championnat du monde des rallyes 1991 | ARC • SNES                                 | |
| 1991              | Championship Rally                               |                                    |                                    | Championnat du monde des rallyes 1991 | NES                                        | |
| 20 décembre 1991  | Thrash Rally                                     | Alpha Denshi Co., Ltd.             | SNK Corporation of America         | Championnat du monde des rallyes 1991 | NG CD • Neo-Geo AES                        | |
| 1992              | Toyota Celica GT Rally                           | Gremlin Graphics Software Ltd.     | Gremlin Graphics Software Ltd.     | Championnat du monde des rallyes 1992 | DOS • AGA • CPC • AST • ZX                 | |
| 1993              | World Rally                                      | Gaelco                             |                                    | Championnat du monde des rallyes 1993 | ARC                                        | |
| novembre 1993     | Network Q RAC Rally Championship                 | Magnetic Fields                    | Europress                          | Championnat du monde des rallyes 1993 | DOS                                        | |
| janvier 1994      | Road riot's renvenge rally                       | Atari Games                        |                                    | Championnat du monde des rallyes 1994 | ARC                                        | |
| 1994              | Great 1000 Miles Rally                           | Kaneko                             |                                    | Championnat du monde des rallyes 1994 | ARC                                        | |
| 1995              | Sega Rally Championship                          | Sega AM5                           | Sega                               | Championnat du monde des rallyes 1995 | ARC • SAT • NGA • PC • GBA                 | premier jeux vidéo de rallye en 3D |
| 1995              | World Rally 2 - Twin Racing                      | Gaelco                             |                                    | Championnat du monde des rallyes 1995 | ARC                                        | |
| 1995              | PC Rally                                         | Digital Dreams Multimedia          | Digital Dreams Multimedia          | Championnat du monde des rallyes 1995 | DOS                                        | |
| 1995              | Great 1000 Miles Rally 2 USA                     | Kaneko                             |                                    | Championnat du monde des rallyes 1995 | ARC                                        | |
| 1995              | Miles Miglia 2 Great 1000 Miles Rally            | Kaneko                             |                                    | Championnat du monde des rallyes 1995 | ARC                                        | |
| 1995              | Power Drive Rally                                | Rage Software Ltd.                 | Time Warner Interactive, Inc.      | Championnat du monde des rallyes 1995 | JAG                                        | |
| 1996              | GTI Club: Rally Côte d'Azur                      | Konami Industry Co. Ltd.           |                                    | Championnat du monde des rallyes 1995 | ARC                                        | |
| 1996              | Rallye Racing 97                                 | EuroPress Software,Magnetic Fields | Software 2000                      | Championnat du monde des rallyes 1996 | DOS                                        | |
| 26 juillet 1996   | Neo Drift Out                                    | Visco Corporation                  | Visco Corporation                  | Championnat du monde des rallyes 1996 | NGCD                                       | |
| 6 septembre 1996  | Death Rally                                      | Magnetic Fields                    | Remedy Entertainment               | Championnat du monde des rallyes 1996 | DOS • WIN                                  | |
| 31 octobre 1996   | Rally Championship                               | Magnetic Fields                    | Europress                          | Championnat du monde des rallyes 1996 | WIN                                        | |
| 1997              | Screamer Rally                                   | Milestone                          | Virgin Interactive                 | Championnat du monde des rallyes 1997 | WIN                                        | |
| 1997              | World Wide Rally                                 | Digital Dreams Multimedia          | Hammer Technologies                | Championnat du monde des rallyes 1997 | DOS                                        | |
| 31 janvier 1997   | Rally Cross                                      | Sony Computer Entertainment        | Sony Computer Entertainment        | Championnat du monde des rallyes 1997 | PSX • PSN                                  | |
| 30 juin 1997      | International Rally Championship                 | Mind Fields                        | Europress,Ubi Soft                 | Championnat du monde des rallyes 1997 | PSX • WIN                                  | |
| juillet 1997      | V-Rally                                          | Eden Studios                       | Infogrames                         | Championnat du monde des rallyes 1997 | N64 • WIN • PSX                            | |
| octobre 1997      | Top Gear Rally                                   | Boss Game Studios                  | Kemco                              | Championnat du monde des rallyes 1997 | N64 • GBA                                  | |
| 1998              | Colin McRae Rally                                | Codemasters                        | Codemasters                        | Championnat du monde des rallyes 1998 | GBC • PSX • WIN                            | Première et unique version des Colin McRae Rally à utiliser les pilotes inscrits en Championnat du monde et leurs voitures officielles. Seules huit des treize épreuves du championnat 1998 sont présentes. |
| 1998              | 1998 Rally De Africa                             | Prism Arts                         | Prism Arts                         | Championnat du monde des rallyes 1998 | PSX                                        | |
| 1998              | V-Rally Championship Edition                     | Velez & Dubail                     | Ocean Software Ltd.                | Championnat du monde des rallyes 1998 | GBC • GB                                   | |
| février 1998      | Sega Rally Championship 2                        | AM5                                | Sega                               | Championnat du monde des rallyes 1998 | ARC • DC • WIN                             | |
| 6 août 1998       | Rally '99                                        | Genki                              | Imagineer                          | Championnat du monde des rallyes 1998 | N64                                        | |
| 31 octobre 1998   | Rally Cross 2                                    | Idol Minds,989 Studios             | Sony Computer Entertainment        | Championnat du monde des rallyes 1998 | PSX                                        | |
| 9 décembre 1998   | V-Rally Edition 99                               |                                    |                                    | Championnat du monde des rallyes 1999 | N64 • GB                                   | |
| 30 avril 1999     | Boss Rally                                       | Boss Game Studios                  | SouthPeak Interactive              | Championnat du monde des rallyes 1999 | WIN                                        | |
| 6 août 1999       | Rally Challenge 2000                             | Genki Xicat Interactive            | SouthPeak Interactive              | Championnat du monde des rallyes 1999 | N64                                        | |
| 31 octobre 1999   | V-Rally 2                                        | Eden Studios                       | Infogrames                         | Championnat du monde des rallyes 1999 | WIN • PSX • DC                             | |
| novembre 1999     | Rally Championship Edition 2000                  | Magnetic Fields                    | Actualize                          | Championnat du monde des rallyes 2000 | WIN • PSX                                  | |
| 3 décembre 1999   | Top Gear Rally 2                                 | Saffire                            | Kemco                              | Championnat du monde des rallyes 2000 | N64                                        | |
| 31 décembre 1999  | Mobil 1 British Rally Championship               | Magnetic Fields                    | Actualize                          | Championnat du monde des rallyes 2000 | WIN • PSX                                  | |
| 2000              | Rally De Europe                                  | Prism Arts                         | Prism Arts                         | Championnat du monde des rallyes 2000 | PSX                                        | |
| 12 avril 2000     | Michelin Rally Masters: Race of Champions        | Digital Illusions CE AB            | Infogrames Europe SA               | Championnat du monde des rallyes 2000 | WIN • PSX                                  | |
| juin 2000         | Colin McRae Rally 2.0                            | Codemasters                        | Codemasters                        | Championnat du monde des rallyes 2000 | WIN • PSX                                  | |
| 15 décembre 2000  | Pro Rally 2001                                   | Ubisoft                            | Ubisoft                            | Championnat du monde des rallyes 2001 | WIN                                        | |
| 9 octobre 2001    | Paris-Dakar Rally                                | Acclaim Cheltenham                 | Acclaim                            | Championnat du monde des rallyes 2001 | WIN • PS2 • XB                             | |
| 14 novembre 2001  | Rally Trophy                                     | Bugbear Entertainment              | JoWood Productions                 | Championnat du monde des rallyes 2001 | WIN                                        | |
| 25 novembre 2001  | Master Rallye                                    | Microïds                           | Steel Monkeys                      | Championnat du monde des rallyes 2001 | PS2 • PC                                   | |
| 28 novembre 2001  | WRC: World Rally Championship                    | Evolution Studios                  | SCE                                | Championnat du monde des rallyes 2001 | PS2                                        | |
| 6 décembre 2001   | Advance Rally                                    | MTO                                | THQ                                | Championnat du monde des rallyes 2002 | GBA                                        | |
| 2002              | Rage Rally                                       | Rage Software                      | Rage Software                      | Championnat du monde des rallyes 2002 | WIN                                        | |
| 28 mars 2002      | Pro Rally 2002                                   | Ubisoft                            | Ubisoft                            | Championnat du monde des rallyes 2002 | PS2 • GC                                   | |
| 31 mai 2002       | Rally Championship (jeu vidéo, 2003)             | Warthog Games                      | SCI Entertainment                  | Championnat du monde des rallyes 2002 | PS2 • GC                                   | |
| 21 juin 2002      | V-Rally 3                                        | Eden Games                         | Atari                              | Championnat du monde des rallyes 2002 | PS2 • GBA • XB • GB • WIN                  | |
| 11 novembre 2002  | Rally Fusion: Race of Champions                  | Climax Brighton                    | Activision                         | Championnat du monde des rallyes 2002 | PS2 • GC • XB                              | |
| 15 novembre 2002  | Rally Championship 2002                          | Warthog Games                      | Actualize,Ubisoft                  | Championnat du monde des rallyes 2002 | PS2 • GBA • XB • GB • WIN                  | |
| 20 novembre 2002  | Rallisport Challenge                             | Digital Illusions CE               | Microsoft Games                    | Championnat du monde des rallyes 2002 | WIN • XB                                   | |
| 21 novembre 2002  | Karnaaj Rally                                    | Paragon 5                          | Jaleco Entertainment               | Championnat du monde des rallyes 2002 | GBA                                        | |
| 27 novembre 2002  | WRC II Extreme                                   | Evolution Studios                  | SCE                                | Championnat du monde des rallyes 2002 | PS2                                        | |
| 7 mars 2003       | Dakar 2                                          | Acclaim Cheltenham                 | Acclaim Entertainment              | Championnat du monde des rallyes 2003 | XB • PS2 • GC                              | |
| 21 novembre 2003  | WRC 3                                            | Evolution Studios                  | SCE                                | Championnat du monde des rallyes 2003 | PS2                                        | |
| 9 juillet 2004    | Richard Burns Rally                              | Warthog Games                      | SCi,Gizmondo                       | Championnat du monde des rallyes 2004 | PS2 • XB • WIN • Gizmondo                  | |
| 24 septembre 2004 | Xpand Rally                                      | Techland                           | Micro Application                  | Championnat du monde des rallyes 2004 | XB • WIN                                   | |
| 24 septembre 2004 | Colin McRae Rally 2005                           | Codemasters                        | Codemasters                        | Championnat du monde des rallyes 2004 | PS2 • WIN • XB                             | |
| 22 octobre 2004   | WRC 4                                            | Evolution Studios                  | SCE                                | Championnat du monde des rallyes 2004 | PS2                                        | |
| 13 mai 2005       | Euro Rally Champion                              | Brain In A Jar                     | Oxygen Games                       | Championnat du monde des rallyes 2005 | PS2 • PC                                   | |
| 31 août 2005      | rFactor                                          | Image Space Incorporated           | Image Space Incorporated           | Championnat du monde des rallyes 2005 | WIN                                        | Le jeu (circuits et voitures) peut être joué entre 1950 et 2005. |
| 21 octobre 2005   | WRC: Rally Evolved                               | Evolution Studios                  | SCE                                | Championnat du monde des rallyes 2005 | PS2                                        | |
| 4 novembre 2005   | WRC avec Sébastien Loeb : Édition 2005           | Evolution Games                    | Sony Computer Entertainment Europe | Championnat du monde des rallyes 2005 | PS2                                        | |
| 23 novembre 2005  | WRC: FIA World Rally Championship                | Traveller's Tales                  | SCE                                | Championnat du monde des rallyes 2005 | PSP                                        | |
| 2006              | Carlos Sainz Rally 4x4                           | Typhon Mobile SL                   | Kato Studios                       | Championnat du monde des rallyes 2006 | J2ME                                       | |
| 12 janvier 2006   | Sega Rally 2006                                  | Sega                               | Sega                               | Championnat du monde des rallyes 2006 | PS2                                        | |
| novembre 2006     | XT Rally                                         |                                    |                                    | Championnat du monde des rallyes 2006 | WIN                                        | |
| 2 mars 2007       | Xpand Rally Xtreme                               | Techland                           | KOCH Media                         | Championnat du monde des rallyes 2007 | WIN                                        | |
| 14 juin 2007      | Colin McRae: Dirt                                | Codemasters                        | Codemasters                        | Championnat du monde des rallyes 2007 | PS3 • WIN • X360                           | |
| 28 septembre 2007 | Sega Rally                                       | Sega Racing Studio                 | Sega                               | Championnat du monde des rallyes 2007 | PS3 • WIN • X360 • PSP                     | |
| 2008              | Sega Rally 3                                     | Sega                               | Sega                               | Championnat du monde des rallyes 2008 | ARC                                        | |
| 19 mai 2008       | Wr Rally                                         |                                    | Micro Application                  | Championnat du monde des rallyes 2008 | PC                                         | |
| 10 septembre 2009 | Colin McRae: Dirt 2                              | Codemasters                        | Codemasters                        | Championnat du monde des rallyes 2009 | PS3 • WIN • X360 • NDS • PSP • WII • MAC   | |
| 20 juillet 2010   | Rally Racer                                      |                                    | Nordic Games                       | Championnat du monde des rallyes 2010 | WII                                        | |
| 8 octobre 2010    | WRC 2010                                         | BlackBean                          | Milestone                          | Championnat du monde des rallyes 2010 | WIN • PS3 • X360                           | |
| 24 novembre 2010  | Gran Turismo 5                                   | Polyphony Digital                  | Sony Computer Entertainment        | Championnat du monde des rallyes 2010 | PS3                                        | |
| 24 mai 2011       | Dirt 3                                           | Codemasters Southam                | Codemasters                        | Championnat du monde des rallyes 2011 | PS3 • WIN • X360                           | |
| 12 octobre 2012   | WRC 3                                            | BlackBean                          | Milestone                          | Championnat du monde des rallyes 2012 | PS3 • WIN • X360                           | |
| 25 octobre 2013   | WRC 4                                            | Big Ben Interactive                | Milestone                          | Championnat du monde des rallyes 2013 | PS3 • WIN • X360 • PSP                     | |
| 7 février 2014    | WRC Powerslide                                   | Milestone, Polyphony Digital       | Milestone                          | Championnat du monde des rallyes 2014 | WIN                                        | |
| 9 octobre 2015    | WRC 5                                            | Big Ben Interactive                | Kylotonn                           | Championnat du monde des rallyes 2015 | PS3 • PS4• X360 • XONE • WIN               | |
| 7 décembre 2015   | Dirt Rally                                       | Codemasters                        | Codemasters                        | Championnat du monde des rallyes 2015 | PS4 • XONE • WIN                           | |
| 29 janvier 2016   | Sébastien Loeb Rally Evo                         | Milestone                          | Milestone                          | Championnat du monde des rallyes 2016 | PS4• XONE • PC                             | |
| 7 octobre 2016    | WRC 6                                            | Big Ben Interactive                | Kylotonn                           | Championnat du monde des rallyes 2016 | PS3 • PS4• XONE • WIN                      | |
| 6 juin 2017       | Dirt 4                                           | Codemasters                        | Codemasters                        | Championnat du monde des rallyes 2017 | PS4 • XONE • WIN                           | |
| 15 septembre 2017 | WRC 7                                            | Big Ben Interactive                | Kylotonn                           | Championnat du monde des rallyes 2017 | PS4 • XONE • WIN                           | |
| 6 septembre 2018  | V-Rally 4                                        | Kylotonn                           | Big Ben Interactive                | Championnat du monde des rallyes 2018 | PS4 • XONE • WIN                           | |
| 26 février 2019   | Dirt Rally 2.0                                   | Codemasters                        | Codemasters                        | Championnat du monde des rallyes 2019 | PS4 • XONE • WIN                           | |
| 5 septembre 2019  | WRC 8                                            | Big Ben Interactive                | Kylotonn                           | Championnat du monde des rallyes 2019 | PS4 • XONE • WIN • NSwitch                 | |
| 3 septembre 2020  | WRC 9                                            | Nacon                              | Kylotonn                           | Championnat du monde des rallyes 2020 | PS4 • XONE • WIN • NSwitch • XSeries • PS5 | |
| 6 novembre 2020   | DiRT 5                                           | Codemasters Cheshire               | Codemasters                        | Championnat du monde des rallyes 2020 | PS4 • XONE • WIN • NSwitch • XSeries • PS5 | |